# 머드플랩

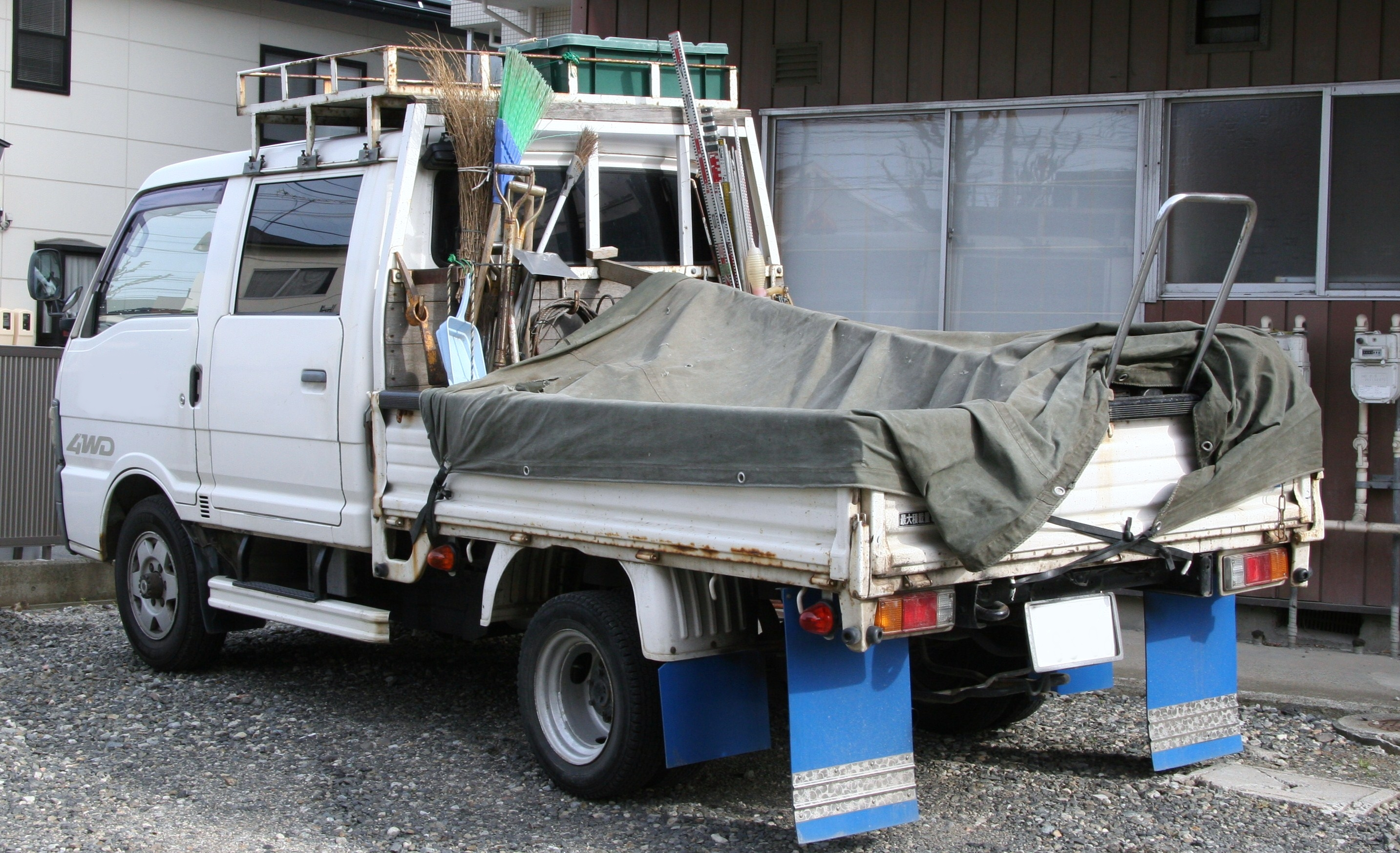

머드플랩(mudflap)은 차량, 승객, 다른 차량, 그리고 보도를 건너는 사람을 타이어 회전에 의해 대기로 쏟아지는 진흙과 다른 날아다니는 잔해로부터 보호하는 펜더(fender)와 조합하여 사용된다. 머드플랩은 보통 잔해, 타이어, 도로 표면과 접촉 시 쉽게 손상되지 않는 고무 등의 유연한 물질로 만든다.
자전거에서 머드플랩은 스포일러(spoiler)로 부른다. 자전거를 깨끗하게 유지하는데 도움을 준다.

## 같이 보기
- 픽업 트럭